# 2151 Hadwiger
Hadwiger (asteróide 2151) é um asteróide da cintura principal, a 2,4146226 UA. Possui uma excentricidade de 0,0574778 e um período orbital de 1 497,71 dias (4,1 anos).
Hadwiger tem uma velocidade orbital média de 18,60860915 km/s e uma inclinação de 15,4667º.
Esse asteróide foi descoberto em 3 de Novembro de 1977 por Paul Wild.